# Калиниченко Микола Іванович
Мико́ла Іва́нович Калиниче́нко (нар. 27 грудня 1924, Кандибине (нині Новоодеського району Миколаївської області), УСРР — 6 грудня 2007, Миколаїв, Україна) — український лікар-хірург, доктор медичних наук (1973), заслужений лікар України.

## Біографія
У 1941 році закінчив Первомайське медичне училище.
Учасник німецько-радянської війни з червня 1941 року. Брав участь у обороні Одеси та Північного Кавказу. Після важкого поранення працював фельдшером у шпиталі міста Кизляр. Інвалід війни 2-ї групи.
З 1946 по 1953 роки навчався в Одеському медичному інституті.
У 1953—1956 роках працював лікарем в Ізмаїльській області.
З 1956 по 1985 роки — головний судновий лікар на китобійних флотиліях «Слава» та «Радянська Україна». Провів понад 3000 операцій в морських умовах радянським та іноземним морякам.
У 1985—1990 роках працював у Анголі, Іспанії.
З 1990 року — завідувач спеціальної науково-клінічної лабораторії нетрадиційних методів лікування при санаторії-профілакторії «Лучезарний» Миколаївського глиноземного заводу. Мешкав у Миколаєві.
Обирався членом проблемної комісії Південного наукового центру АН України та міністерства охорони здоров'я з адаптації людини у світовому океані.
Відомий завдяки створенню лікарських препаратів на основі морських тварин.
Також Калиниченко товаришував із з Володимиром Висоцьким, який присвячував йому вірші.

## Нагороди і почесні звання
Заслужений лікар України.
Нагороджений українськими орденами Богдана Хмельницького 3-го ступеня й «За мужність» 3-го ступеня, радянськими орденами Трудового Червоного Прапора (двічі), «Знак Пошани» (двічі), Вітчизняної війни 2-го ступеня, Червоної Зірки, багатьма медалями.

## Вшанування пам'яті
На честь Миколи Калиниченка в 2016 році у зв'язку з декомунізацією перейменована вулиця в Корабельному районі Миколаєва. До переймеування носила ім'я червоного командарма Івана Федька.